# Костюм сварщика
Костю́м сва́рщика — спецодежда, предназначенная для защиты работающих от искр, брызг расплавленного металла, окалины, излучений сварочной дуги.
Костюм сварщика состоит из куртки и брюк. Традиционно костюмы сварщика изготавливаются из парусиновой ткани (то есть брезента, состоящего из хлопко-льняного волокна с огнестойкой пропиткой), натуральных кож (спилка, реже юфти). С 2010-х годов получили распространение костюмы сварщика из чисто хлопковых волокон с огнестойкой отделкой и тканей на основе пара- и метаарамидных волокон.
Основным измеримым показателем защитных свойств одежды для сварщика является стойкость к прожиганию каплей расплава металла в секундах.
Наибольшей стойкостью к прожиганию при одинаковой плотности обладают ткани из мета- и параарамидных волокон. Иногда ткани из параарамидных волокон дополнительно усиливают негорючим силиконовым слоем, что придаёт им дополнительную термо огнестойкость.
На костюмы для сварщиков действует государственный стандарт «ГОСТ 12.4.250-2013 ССБТ. Одежда специальная для защиты от искр и брызг расплавленного металла. Технические требования».
Согласно стандарту спецодежда для сварщиков разделяется по уровню защитных свойств на три класса:
- 1-й — спецодежда, предназначенная для работ на расстоянии до источника брызг металла не менее 2 метров при обслуживании автоматических сварочных линий, аппаратов, при резании металла;

- 2-й — спецодежда, предназначенная для ручной сварки на расстоянии до источника брызг металла около 50 см, включая работы в монтажных и полевых условиях;

- 3-й — спецодежда, предназначенная для выполнения ручной сварки на расстоянии от работающего до источника брызг металла около 50 см, в помещениях, ограниченных по объёму, включая металлические цистерны, трубопроводы и похожих условиях работы в судостроении, при прокладывании газопроводов, ремонте на железной дороге; при кислородной резке металлов.

Материалы для костюма сварщиков для защиты сварщиков от ультрафиолетового излучения должны соответствовать требованиям ГОСТ 12.4.105.

### Нормативная литература
ГОСТ
- ГОСТ 12.4.254-2013 // Система стандартов безопасности труда (ССБТ). Средства индивидуальной защиты глаз и лица при сварке и аналогичных процессах. Общие технические условия (с Поправкой). — 06.01.2014.